# Hrabstwo McDowell (Karolina Północna)
Hrabstwo McDowell (ang. McDowell County) – hrabstwo w stanie Karolina Północna w Stanach Zjednoczonych.

## Geografia
Według spisu z 2000 roku obszar całkowity hrabstwa obejmuje powierzchnię 446 mil2 (1155,13 km²), z czego 441 mil2 (1142,18 km²) stanowią lądy, a 5 mil2 (12,95 km²) stanowią wody. Według szacunków United States Census Bureau w roku 2012 miało 44 998 mieszkańców. Jego siedzibą administracyjną jest Marion.

### Miasta
- Marion
- Old Fort
- West Marion (CDP)